# Салала (аэропорт)
Международный аэропорт Салала (араб. مطار صلالة الدولي‎) (ИАТА: SLL, ИКАО: OOSA) — международный аэропорт в городе Салала, Оман. Является вторым международным аэропортом Омана после международного аэропорта Маската. Он расположен на прибрежной равнине в провинции Дофар, в 5,5 км к северо-востоку от центра города. В аэропорту выполняются рейсы по региональным направлениям, а также несколько межконтинентальных чартерных рейсов из Европы. Недавно аэропорт получил 5-звездочный рейтинг региональных аэропортов Skytrax за выдающиеся достижения в области управления и обслуживания.

## История

### Ранние годы

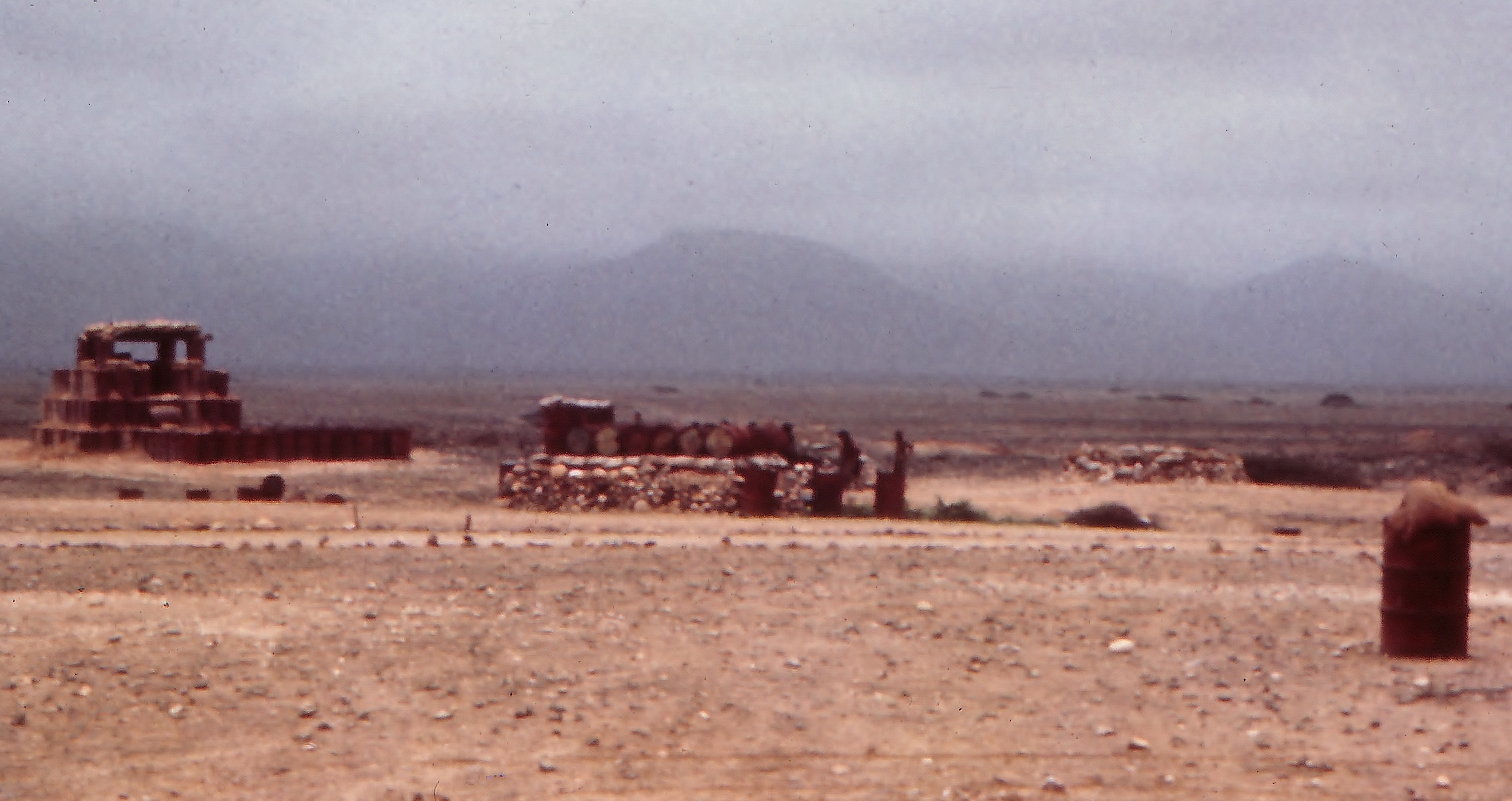
Укрепления на авиабазе КВВС Салала во время войны в Дофаре, 1972 год.

Аэродром был построен в 1935 году британскими Королевскими ВВС для операций в поддержку правительства Омана. Базировавшиеся там самолеты действовали во время войны Джебель-Ахдар с 1954 по 1957 год и войны в Дофаре с 1962 по 1976 год. ВВС Великобритании были выведены из Салалы в 1977 году.

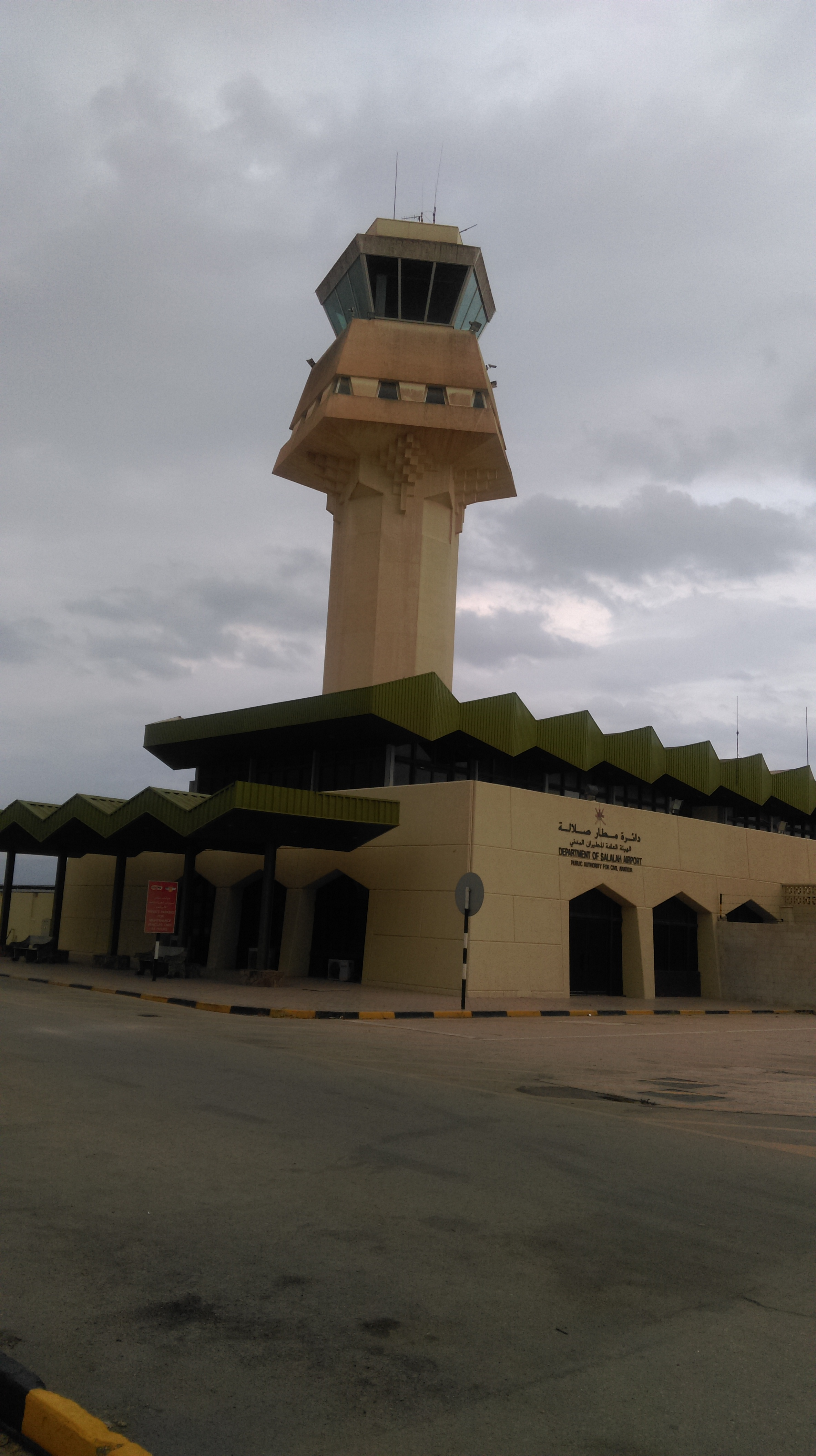
Старое здание диспетчерской вышки в аэропорту.

В 1977 году аэропорт был передан под гражданский контроль. Первоначально он обслуживал только внутренние рейсы из Маската и чартерные рейсы в ОАЭ и Катар. В 1982 году Oman Air Servicesначала выполнять рейсы в Салалу, а первый рейс Oman Air прибыл из Маската в апреле 1993 года. Рядом с гражданским аэропортом находится одноименная авиабаза Королевских ВВС Омана.
В 2003 году аэропорт Салалы получил статус международного. Oman Air начала регулярные рейсы в Дубай из Салалы в 2003 году, что привело к увеличению пассажиропотока, в то время как другие перевозчики Персидского залива выполняли рейсы только во время сезона Хариф. В следующем году Air India начала рейсы в Кожикоде, а затем в Кочин, став первой авиакомпанией, выполняющей несезонные международные рейсы в Салалу. С 2003 года в аэропорту наблюдался рост пассажиропотока и объёма авиаперевозок. Этот район является популярным туристическим местом как для местных жителей, так и для иностранцев, особенно с июля по сентябрь, когда азиатский муссон касается региона, начиная сезон Хариф, что делает его необычайно привлекательным местом на засушливом Аравийском полуострове. В настоящее время является вторым по значимости аэропортом страны.

### Развитие с 2000-х годов
В 2011 году началось проектирование нового терминала аэропорта Салалы. Этот шаг был предпринят Министерством транспорта и связи с целью дальнейшего развития туристического сектора города, а также для удовлетворения растущего числа пассажиров, летающих в город и из города. Были подписаны соглашения с более чем 20 различными строительными компаниями на завершение строительства международного аэропорта на сумму 854 миллиона долларов США. Главным консультантом проекта было совместное предприятие COWI A/S-Larsen, который позже перешел к HILL INTERNATIONAL LLC.
Планируется, что на первом этапе[когда?] аэропорт Салалы будет обслуживать один миллион пассажиров. Также в новом аэропорту запланировано строительство второй взлетно-посадочной полосы длиной 4 км. Нынешняя взлетно-посадочная полоса аэропорта также будет расширена, чтобы обслуживать самые большие самолеты[какие?], а также будет построена новая параллельная рулёжная дорожка на севере. В международном аэропорту также будет здание пассажирского терминала площадью 65 000 кв. м с автостоянкой на 3000 автомобилей и башня УВД высотой 57 метров.
Проект аэропорта учитывает перспективы развития и позволяет при необходимости расширить его для обслуживания до шести миллионов пассажиров в год.
Новый аэропорт Салалы начал работу в июне 2015 года, первым самолётом стал рейс Oman Air из Маската, прибывший в новый аэропорт. Однако новый аэропорт был официально открыт только в ноябре 2015 года. Старый терминал, расположенный к югу от нового, с тех пор используется для внутренних рейсов.

## Инфраструктура
Было отмечено, что новый международный аэропорт имеет больше необычных возможностей, чем старый. Новая зона беспошлинной торговли была запущена частной компанией совместно с OAMC. Многие продуктовые прилавки предоставляют услуги с момента открытия. Oman Air разместила новый зал ожидания напротив контролируемой зоны и выходов в новый терминал для пассажиров бизнес-класса, первого класса и эконом-класса, которые являются держателями золотой и серебряной сервисной карты Sinbad. Пассажиры оценили аэропорт как эффективный зал ожидания и услуги беспошлинной торговли. В новом аэропорту есть четыре телетрапа с системой кондиционирования воздуха.

## Статистика
Данные из запроса в Викиданные.
| Год  | Пассажиропоток | Грузопоток (тонн) | Воздушное движение |
| ---- | -------------- | ----------------- | ------------------ |
| 2020 | 386,107 ▼      | 743 ▼             | 3,384              |
| 2019 | 1,365,854 ▼    | 1,395 ▲           | 11,886             |
| 2018 | 1,386,994 ▼    | 979 ▼             | 15,518             |
| 2017 | 1,485,635 ▲    | 1,327 ▼           | 17,511             |
| 2016 | 1,198,846 ▲    | 1,563 ▲           | 10,703             |
| 2015 | 1,027,578 ▲    | 1,350 ▼           | 10,293             |
| 2014 | 841,970 ▲      | 1,799 ▲           | 8,571              |
| 2013 | 746,994 ▲      | 1,417 ▲           | 7,944              |
| 2012 | 629,305 ▲      | 1,335 ▼           | 6,175              |
| 2011 | 513,278 ▲      | 1,366 ▲           | 5,520              |
| 2010 | 455,297 ▲      | 1,283 ▼           | 5,085              |
| 2009 | 426,503 ▲      | 1,284 ▲           | 5,045              |
| 2008 | 407,788 ▲      | 1,129 ▲           | 4,248              |
| 2007 | 337,679 ▲      | 1,110 ▼           | 4,079              |
| 2006 | 288,700 ▲      | 1,441 ▲           | 4,215              |